# NRJ Music Awards de 2024
O NRJ Music Awards de 2024 foi realizado em 1 de novembro de 2024, no Palais des Festivals, em Cannes, na França.
A cerimônia foi transmitida ao vivo pela rede de televisão francesa TF1 e pela estação de rádio NRJ, contou com apresentação de Nikos Aliagas, e teve como canção-tema "Espresso", de Sabrina Carpenter.

## Apresentações
| Artista(s)                                | Canção(ões)                                                    | Apresentado(s) por |
| ----------------------------------------- | -------------------------------------------------------------- | ------------------ |
| Indochine                                 | "Le Chant des Cygnes"                                          | Nikos Aliagas      |
| Gims                                      | "Sois Pas Timide" "Spider"                                     | Nikos Aliagas      |
| Santa                                     | "Recommence-moi"                                               | Nikos Aliagas      |
| Benson Boone                              | "Beautiful Things"                                             | Nikos Aliagas      |
| David Guetta Emma Masseo                  | Medley: "I'm Good (Blue)" "I Don't Wanna Wait" "Forever Young" | Nikos Aliagas      |
| Louane                                    | "La Pluie"                                                     | Nikos Aliagas      |
| Pierre Garnier                            | "Ceux qu'on Était"                                             | Nikos Aliagas      |
| Amir                                      | "Sommet"                                                       | Nikos Aliagas      |
| Damiano David                             | "Born with a Broken Heart"                                     | Nikos Aliagas      |
| Clara Luciani                             | "Tout pour Moi"                                                | Nikos Aliagas      |
| Sevdaliza Yseult                          | "Alibi"                                                        | Nikos Aliagas      |
| Slimane                                   | "Mon Amour"                                                    | Nikos Aliagas      |
| Teddy Swims                               | "Lose Control"                                                 | Nikos Aliagas      |
| Vitaa                                     | Medley: "Confessions Nocturnes" "À fleur de Toi" "Ma Sœur"     | Nikos Aliagas      |
| Kendji Girac                              | "Si Seulement..."                                              | Nikos Aliagas      |
| Billie Eilish                             | "Birds of a Feather"                                           | Nikos Aliagas      |
| Héléna                                    | "Summer Body"                                                  | Nikos Aliagas      |
| Carbonne                                  | "Imagine"                                                      | —                  |
| Ofenbach Charlotte Cardin                 | "Overdrive"                                                    | Nikos Aliagas      |
| Jungeli Imen Es Alonzo Abou Debeing Lossa | "Petit Génie"                                                  | Nikos Aliagas      |
| Jeck                                      | "Parapluie"                                                    | Nikos Aliagas      |
| Joseph Kamel                              | "Ton regard"                                                   | Nikos Aliagas      |
| Linkin Park                               | "The Emptiness Machine"                                        | Nikos Aliagas      |
| K. Maro                                   | "Femme Like U" (Tribute 2024 Remix by W.A.N.O)                 | Nikos Aliagas      |

Notas
1. 1 2  Competidor de Star Academy 2024.
2. ↑  Pré gravado nos EUA, durante sua turnê Hit Me Hard and Soft: The Tour.
3. ↑  Pré gravado em Incheon, Coreia do Sul, durante sua turnê From Zero World Tour.

## Vencedores e indicados
| Cantor Francófono (apresentado por Claire Romain e Kevin Dias) | Cantora Francófona (apresentado por Tom Villa e Arnaud Ducret) |
| --- | --- |
| - Slimane - Amir - David Guetta - Gims - Joseph Kamel | - Vitaa - Aya Nakamura - Zaho de Sagazan - Louane - Santa |
| Cantor Internacional (apresentado por Constance Gay e Michaël Youn) | Cantora Internacional (apresentado por Jarry) |
| - The Weeknd - Eminem - Lil Nas X - Post Malone - Shawn Mendes | - Taylor Swift - Beyoncé - Billie Eilish - Dua Lipa - Sabrina Carpenter |
| Grupo Francófono (apresentado por Michou) | Grupo Internacional |
| - Indochine - Calema - Justice - Kyo - Shaka Ponk | - Coldplay - Imagine Dragons - Linkin Park+ - Måneskin - OneRepublic |
| Revelação Francófona (apresentado por Joyca e Louis Daubé) | Revelação Internacional (apresentado por Lénie Vacher e Yodelice) |
| - Pierre Garnier - Helena - Carbonne - Jungeli - Jeck | - Benson Boone - Chappell Roan - Dasha - Myles Smith - Teddy Swims |
| Revelação Alemã | Revelação Belga |
| - Isaak - Helena - Jeck - Jungeli - Pierre Garnier | - Helena - Essyla - Chris Lobanzo - Morgan |
| Revelação Finlandesa | Revelação Norueguesa |
| - Mirella - Ahti - Ani - Olga - Hugo - Sara Siipola | - Alan Walker - Bausa - Beathoven - Dagny - Tigergutt101 - Victoria Nadine |
| Revelação Sueca | DJ do Ano (apresentado por Clara Luciani) |
| - Jacqline - Emilia Pantic - Anji - Eah Jé | - David Guetta - Calvin Harris - Justice - Ofenbach - Sound of Legend |
| Colaboração Francófona | Colaboração Internacional |
| - Dadju e Tayc - "I Love You" - Gims e Dystinct - "Spider" - Joseph Kamel e Julien Doré - "Beau" - KeBlack com part. de Franglish - "Boucan" - Kyo com part. de Nuit Incolore - "Je Cours"                                                    | - Lady Gaga e Bruno Mars - "Die with a Smile" - David Guetta com part. de OneRepublic - "I Don't Wanna Wait" - Kygo e Ava Max - "Whatever" - Sevdaliza, Pabllo Vittar e Yseult - "Alibi" |
| Canção Francófona (apresentado por K. Maro) | Hit Internacional (apresentado por Justice) |
| - Pierre Garnier - "Ceux qu'on Était" - Santa - "Recommence-moi" - Louane - "La Pluie" - Amir - "Sommet" - Slimane - "Mon Amour" | - Benson Boone - "Beautiful Things" - Dua Lipa - "Training Season" - Imagine Dragons - "Eyes Closed" - Teddy Swims - "Lose Control" - Sabrina Carpenter - "Espresso"                     |
| Hit Social (apresentado por Élodie Clouvel, Alexis Hanquinquant e Ugo Didier) | Turnê |
| - Jungeli com part. de Imen Es, Alonzo, Abou Debeing e Lossa - "Petit Génie" - Doja Cat - "Paint the Town Red" - FloyyMenor com part. de Cris MJ - "Gata Only" - Íñigo Quintero - "Si No Estás" - Sevdaliza, Pabllo Vittar e Yseult - "Alibi" | - Bigflo & Oli - Coldplay - Justice - Justin Timberlake - Taylor Swift |
| Prêmio de Mérito (apresentado por Nikos Aliagas) | Prêmio de Mérito (apresentado por Nikos Aliagas) |
| Justice | Teddy Swims |